# Телеграмма (рассказ)
«Телегра́мма» — рассказ Константина Паустовского, опубликованный в 1946 году в журнале «Огонёк» (№ 8). В центре сюжета рассказа — последние дни жизни и смерть живущей в деревне пожилой женщины, приехать проститься с которой не успевает её дочь, давно уехавшая в город. Одно из наиболее известных произведений писателя, изучаемое в том числе в советской и российской средней школе.

## Сюжет
Катерина Петровна, пожилая женщина, которая уже почти не выходит из дома, живёт в деревне в доме своего отца, который был известным художником. По хозяйству ей помогает соседская девочка Манюшка, а иногда навещает сторож Тихон. Дочь Катерины Петровны Настя давно живёт в Ленинграде и последний раз приезжала три года назад, однако время от времени присылает денежные переводы. В конце пасмурного октября, когда Катерине Петровне становится хуже, она пишет Насте письмо, в котором говорит, что не переживёт следующую зиму и просит приехать проведать её.
Настя (Анастасия Семеновна) работает секретарём в Союзе художников, она постоянно занята. Получив письмо, Настя не сразу читает его, потому что ей поручено разобраться с жилищными условиями скульптора Тимофеева. Настя навещает его, убеждается в том, что у него дома очень холодно, смотрит его скульптуры и решает добиваться того, чтобы Тимофееву устроили выставку. При осмотре его работ Настя просит показать ей его Гоголя, и ей кажется, что скульптура писателя укоряюще смотрит на неё, напоминая о письме. Однако даже прочитав письмо, Настя решает, что прямо сейчас ехать не может, и две недели занимается устройством выставки. Выставка проходит успешно, на ней хвалят и саму Настю, однако внезапно курьер приносит ей телеграмму со словами «Катя помирает. Тихон». Не сразу поняв, что речь идёт о матери, Настя тем не менее срочно выезжает на поезде в деревню.
Однако она не успевает на похороны: Катерина Петровна умирает, причём Тихон приносит ей телеграмму якобы от имени дочери, хотя Катерина Петровна понимает, что Тихон обманывает её. На похоронах Катерины Петровны оказывается только что приехавшая в сельскую школу молодая учительница, у которой в областном городе тоже осталась пожилая мать.
На второй день после похорон в деревню приезжает Настя и, проплакав всю ночь, утром незаметно уезжает в город.

## Создание

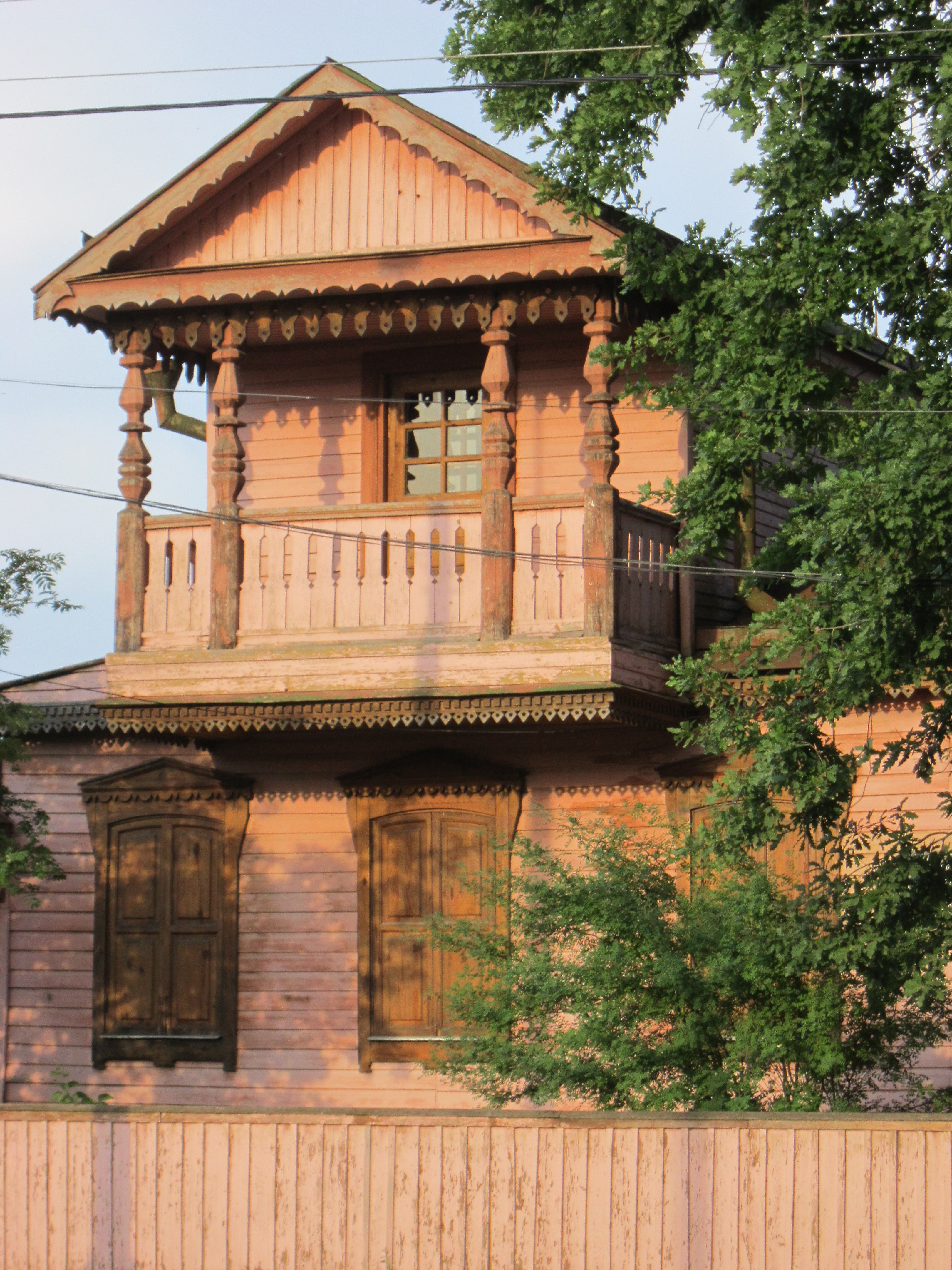
Дом-музей И. П. Пожалостина

В своей книге о писательском творчестве «Золотая роза» (в главе «Зарубки на сердце») К. Г. Паустовский описывает события, которые легли в основу рассказа. Писатель осенью поселился в деревне под Рязанью, в усадьбе известного в своё время гравёра Пожалостина, где «одиноко доживала свой век дряхлая ласковая старушка — дочь Пожалостина, Катерина Ивановна». Её единственная дочь Настя жила в Ленинграде и «совсем позабыла о матери». Старушке помогала «соседская девочка Нюрка, по характеру своему угрюмая и всем недовольная», при этом «Нюрка, пожалуй, единственная любила Катерину Ивановну». Когда Катерина Ивановна умерла, писатель дал телеграмму Насте, однако к похоронам та приехать не успела. Паустовский отмечал, что «все обстоятельства, все подробности, самая обстановка деревенского дома и осени — всё это было в полном соответствии с состоянием Катерины Ивановны, с той тяжелой душевной драмой, какую она переживала в последние свои дни». При этом он добавлял: «конечно, далеко не всё увиденное и передуманное тогда вошло в „Телеграмму“. Многое осталось за рамками рассказа, как это и происходит постоянно».

## Отзывы
Рассказ «Телеграмма» упоминается в описании известной встречи К. Г. Паустовского с Марлен Дитрих. Как писала сама актриса в своей книге «Размышления» (глава «Паустовский»), когда она прочитала рассказ «Телеграмма», он «произвёл на меня такое впечатление, что ни рассказ, ни имя писателя, о котором никогда не слышала, я уже не могла забыть». Когда в 1964 году Дитрих приехала на гастроли в Россию, то уже в аэропорту спросила о Паустовском, а через несколько дней, узнав, что на её выступление в ЦДЛ пришёл сам Паустовский, попросила его подняться на сцену и «будучи не в состоянии вымолвить по-русски ни слова, не нашла иного способа высказать ему своё восхищение, кроме как опуститься перед ним на колени».
Дмитрий Быков в ответ на просьбу назвать лучшие произведения о смерти наряду с произведениями Льва Толстого «Алёша Горшок» и «Три смерти» упомянул и рассказ «Телеграмма» Паустовского, охарактеризовав его так: 

Довольно характерный в этом смысле рассказ, который советскому человеку напоминает о совершенно отсутствующей у него душе. Потому что это же душа пишет! Это мать пишет из такого полузагробного пространства дочери в Ленинград, которая занята организацией выставки.
Она ей напоминает о чём-то — не о корнях, не o прошлом, не о необходимости любить старых родственников. (...) Телеграмма, напоминающая советскому человеку, что у него есть душа. 
(...) При том, что я отдаю себе отчёт, что это рассказ не очень сильный. То есть, он мог бы быть сильнее, но это всё равно рассказ гениальный. 

## Экранизация
В 1957 году по рассказу был снят короткометражный фильм «Телеграмма» с Верой Поповой в главной роли.